# Zoran Gajić (allenatore)
Zoran Gajić (Pančevo, 28 dicembre 1958) è un allenatore di pallavolo serbo., presidente della federazione pallavolistica serba e ministro dello sport serbo.

## Palmarès
- Campionato jugoslavo: 2

Vojvodina: 1991-92, 1992-93
- Coppa di Serbia e Montenegro: 1

Vojvodina: 1992
- Campionato azero: 2

Rabita Baku: 2011-12, 2014-15
- Campionato mondiale per club: 1

Rabita Baku: 2011